# Буги
Буги је име номадског народа сродног Малајцима, који живи у југозападном делу индонежанског острва Сулавеси. Постоји око 5 милиона припадника овог народа. Углавном се баве узгојем пиринча, али су славу стекли и као вешти поморци и трговци. У прошлости су били познати као ратници и пирати. У 17. веку су прихватили сунитску варијанту ислама, али су у религиозном сентименту још увек пироко присутна анимистичка веровања.